# سارا بيكسباي سميث
سارا بيكسباي سميث (بالإنجليزية: Sarah Bixby Smith)‏ (1871 في الولايات المتحدة - 13 سبتمبر 1935)؛ روائية أمريكية.